# Thibaudia clivalis
Thibaudia clivalis är en ljungväxtart som beskrevs av A. C. Smith. Thibaudia clivalis ingår i släktet Thibaudia och familjen ljungväxter. Inga underarter finns listade i Catalogue of Life.